# Peter Hagenah (Maler)

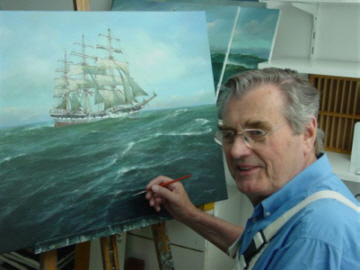
An der Staffelei (2003)

Peter Hagenah (* 1. März 1928 in Hamburg-Altenwerder; † 17. Juni 2015) war ein deutscher Marinemaler. Der Autodidakt malte seine Werke überwiegend in Öl auf Leinwand.

## Leben und Werk

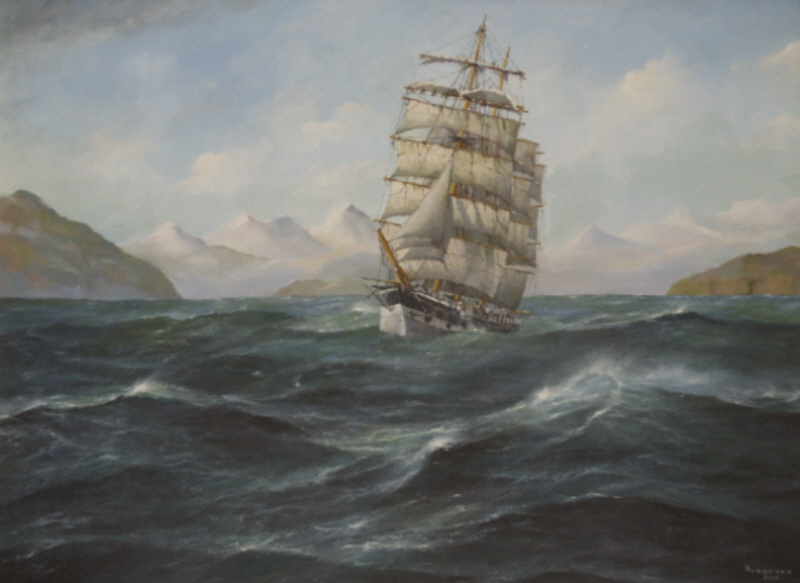
Magellanstraße

Peter Hagenah, Sohn eines Kapitäns, verbrachte seine Jugend in Hamburg-Altenwerder. Zudem ist der Geburtsort von Peter Hagenah auch der Ort, wo der deutsche Marinemaler Johannes Holst (1880–1965) geboren wurde.
Seit Gründung der Kunstausstellung „Art Maritim“, Teil der – Hanseboot – war er von 1986 bis 1998 jährlich mit seinen Bildern neben der Sammlung von Peter Tamm vom Institut für Schifffahrts- und Marinegeschichte präsent. In den Jahresausgaben 1995 „Schifffahrt und Kunst“ des Schiffahrts-Verlag Hansa wurde er mit seinen Werken erwähnt.

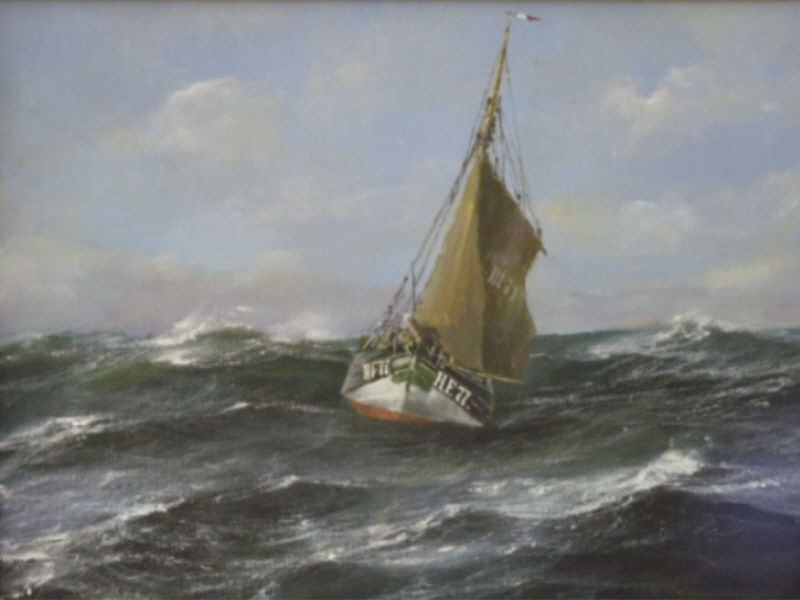
HF77

Von 1990 bis 1993 war P. Hagenah Sprecher des „Forum der deutschen Marinemaler“.

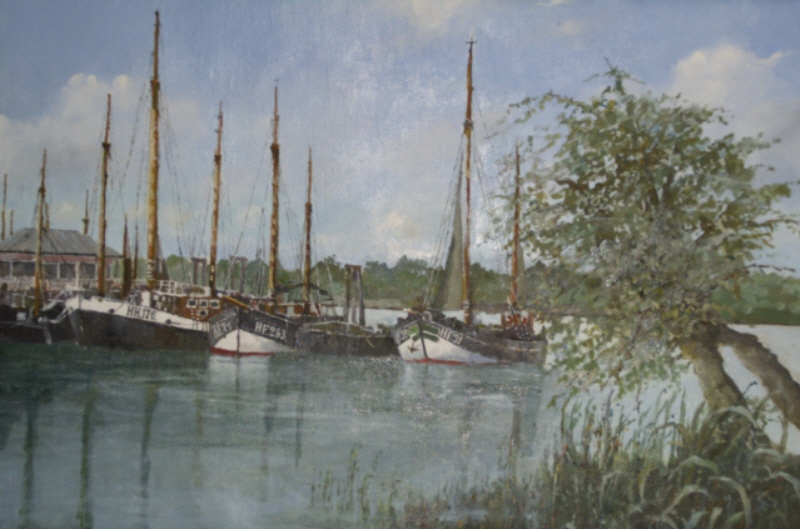
Alter Kutterhafen

Vom 5. Februar bis 18. März 1994 zeigte er auf der Rickmer Rickmers zusammen mit 17 Künstlern Werke zur maritimen Malerei.

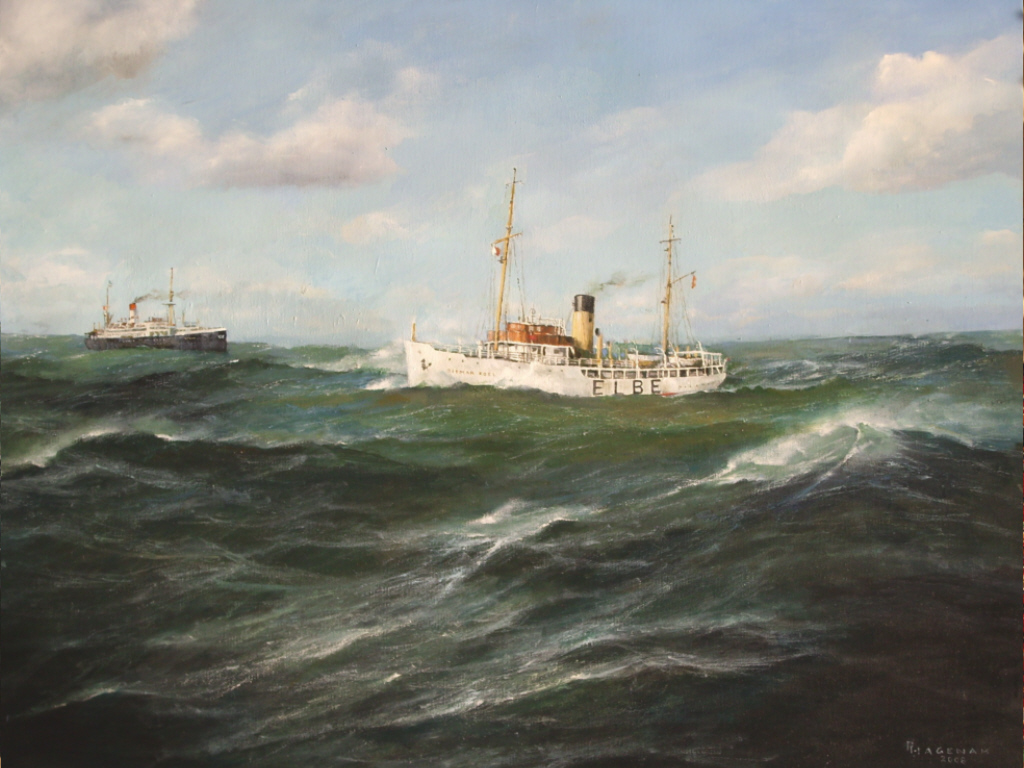
Dietmar Köhl Lotsen-Versetz-Dampfer

1995 wurde er vom National Maritime Museum in Greenwich im Buch „Marine Painting: Images of Sail, Sea and Shore“ vom Autor James Taylor, erschienen am 30. Juni 1995, namentlich und mit einem eigenen Bild erwähnt.
Anlässlich seines 70. Geburtstag wurde er vom Kulturkreis Finkenwerder e.V. mit einer eigenen Ausstellung bezüglich seines bisherigen Wirkens geehrt. Eine Einführung gab der Maler und Bildhauer Axel Groehl in seiner Laudatio.
2007 stiftete er das Bild „Landrath Küster“ dem Verein „Freunde des Hochseefischerei-Kutters Landrath Küster“ mit der Auflage, es meistbietend zu versteigern und den Erlös für die Erhaltung des Kutters zu verwenden. Das Gemälde befindet sich seitdem auf der Sietas-Werft Hamburg, dort wo der Kutter zu Beginn des 20. Jahrhunderts gebaut wurde. Er verstarb am 17. Juni 2015, nach einer kurzen, aber schweren Krankheit.

## Ausstellungen
- 1986–1998 auf der Internationalen Bootsmesse Hanseboot.
- 5. Februar bis 18. März 1994, im Laderaum des Museumsschiffs Rickmer Rickmers.